# Elle Macpherson
Elle MacPherson, nome artístico de Eleanor Nancy Gow (Killara, Nova Gales do Sul, 29 de Março de 1964) é uma supermodelo e actriz australiana.

## Carreira

### Inicio
Na sua juventude, MacPherson sonhou em ser bailarina embora sem revelar muita aptidão para esta carreira. A sua vida mudou quando, aos 18 anos, ao passar férias nos EUA, foi descoberta no Colorado. De imediato assinou contrato com a agência de modelos Click. Para trás ficaram os estudos de Direito na Universidade de Sydney, na Austrália, onde frequentava o primeiro ano do curso.

### Modelo
Em 1986, a revista Time a apelidou "The Body" (O Corpo), pelas suas medidas perfeitas do alto do seu 1,83 m. MacPherson rapidamente passou a ser presença frequente nas páginas e capas da revista Elle, ligação que se prolongou por seis anos.
Paralelamente, a modelo australiana iniciou uma proveitosa ligação nas edições especiais da conceituada revista norte-americana Sports Illustrated Swimsuit Issue, tendo sido, em três anos consecutivos (10 de fevereiro de 1986, 2 de setembro de 1987 e 15 de fevereiro de 1988) a capa da revista, igualando assim o recorde anterior de capas consecutivas da modelo Christie Brinkley (2 de maio de 1979, 4 de fevereiro de 1980 e 2 de setembro de 1981). Foi convidada, em 2004, para a edição especial comemorativa do 40º aniversário, posando junto das principais modelos que fizeram a história e o sucesso da revista, Christie Brinkley, Heidi Klum, Valéria Mazza, Cheryl Tiegs, Tyra Banks, Rachel Hunter, Stacey Williams, Paulina Porizkova, Vendela Kirsebom e Roshumba Williams. (Foto Hall of Fame) 
Nesse espaço de tempo ganhou o direito de fazer parte do restrito grupo de supermodelos de então, como Linda Evangelista, Cindy Crawford, Claudia Schiffer, Christy Turlington, Tatjana Patitz, Amber Valletta, Paulina Poriskova e Naomi Campbell, Kate Moss, entre outras.
Ao longo da sua carreira e tal como algumas colegas de profissão, Macpherson foi tema de diversos calendários exclusivos e lançou um vídeo que ensina as pessoas a manterem-se em forma.
O facto de ter sido escolhida para modelo exclusiva das campanhas de publicidade da roupa interior Victoria's Secret também ajudou a fazer crescer a sua cotação no mundo da moda internacional.

### Cinema e televisão
MacPherson nunca escondeu que gostaria de seguir a carreira de actriz, mas depois da sua estreia, em 1990, no filme Alice, do realizador norte-americano Woody Allen, não conseguiu alcançar nesta arte o mesmo sucesso que conquistou na moda, apesar de já ter participado em algumas películas famosas, como Batman & Robin, e ter contracenado com actores como Hugh Grant, Anthony Hopkins e Alec Baldwin. Em 1998, decidiu mudar-se de Los Angeles para Londres para criar os seus filhos e começar um negócio, deixando assim para trás a sua carreira de atriz. (Não deve ser confundida com a atriz Patrícia McPherson, que atuou na série A Supermáquina como a mecânica de K.I.T.T.)
Filmografia:
| Ano  | Filme                      |
| ---- | -------------------------- |
| 1990 | Alice                      |
| 1994 | Sirens                     |
| 1996 | Jane Eyre                  |
| 1996 | If Lucy Fell               |
| 1996 | The Mirror Has Two Faces   |
| 1997 | Batman & Robin             |
| 1997 | The Edge                   |
| 1998 | With Friends Like These... |
| 2001 | A Girl Thing               |
| 2001 | South Kensington           |

Elle MacPherson também fez uma participação na sexta temporada do seriado Friends, durante o ano de 1999.

## Diversos
A "Comissão de Turismo da Austrália", ao aperceber-se da fama internacional de Macpherson, ofereceu-lhe o cargo de promotora de turismo do seu país natal.
Dirige uma empresa de lingerie com o nome Elle Macpherson Intimates onde é líder de mercado na Austrália. Também criou uma gama de produtos para o corpo com o nome Elle Macpherson The Body. Para além disso, juntamente com as top models Naomi Campbell, Christy Turlington e Claudia Schiffer, é dona da cadeia de restaurantes Fashion Café.

## Vida pessoal
MacPherson foi casada de 1985 a 1989, com Gilles Bensimon, diretor criativo e fotógrafo da revista Elle.
Teve um longo relacionamento com o empresário francês Arpad Busson (1995 - 2005), com quem teve dois filhos:

- Arpad Flynn Alexander Busson (nascido em 14 de Fevereiro de 1998)

- Aurelius Cy Andrea Busson (nascido em 4 de Fevereiro de 2003).
Namorou entre 2006 e 2007 o ator Ray Fearon.